# 椎名真希
椎名 真希（しいな まき、1981年2月10日 - ）は、日本の元AV女優。
東京都出身。血液型：B型。身長：159cm、スリーサイズ：B86（C-70） / W59 / H87。趣味：ショッピング。特技：楽器演奏。   

## 略歴
- 2000年 - 『NEW FACE 13 〜純性〜』でAVデビュー
- 2003年 - 引退

## 作品

### アダルトビデオ
- NEW FACE 13 〜純性〜（2000年9月30日、KUKI）
- 濡れうさぎ （2000年10月31日、KUKI）
- BE TOGETHER・・・・（2000年11月24日、アリスJAPAN）
- 制服天使　マジカル真希ちゃん 　（2000年12月、VIP）
- セルフポートレート #3 （2001年2月20日、アリスJAPAN）
- 女尻 （2001年3月20日、アリスJAPAN）
- innocent（2001年4月23日、アトラス21）
- ハードル宣言（2001年5月21日、メディアステーション）
- 彼氏になってチョ（2001年7月1日、MOODYZ）
- エロエロ大作戦 （2001年9月1日、MOODYZ）…共演:森野いずみ
- 大衆食堂椎名亭（2001年10月1日、MOODYZ）
- LOVE GIRL（2002年2月1日、MOODYZ）
- 真希と○○したい （2002年4月1日、MOODYZ）
- Angel（2002年6月8日、アイデアポケット）
- 椎名真希と変態的マニアなSEXプレイ（2003年5月1日、ワンズファクトリー）
- ドリームキッズ（2003年6月、ワープエンタテインメント）